# NGC 6937
NGC 6937 est une vaste galaxie spirale barrée située dans la constellation de l'Indien. Sa vitesse par rapport au fond diffus cosmologique est de 4 635 ± 12 km/s, ce qui correspond à une distance de Hubble de 68,4 ± 4,8 Mpc (∼223 millions d'al). NGC 6937 a été découverte par l'astronome britannique John Herschel en 1834.
NGC 6937 a été utilisé par Gérard de Vaucouleurs comme une galaxie de type morphologique  SB(r)bc dans son atlas des galaxies.
La classe de luminosité de NGC 6937 est III et elle présente une large raie HI.
En raison d'une brillance de surface égale à 14,70 mag/am2, on peut qualifier NGC 6937 de galaxie à faible brillance de surface (LSB en anglais pour low surface brightness). Les galaxies LSB sont des galaxies diffuses (D) avec une brillance de surface inférieure de moins d'une magnitude à celle du ciel nocturne ambiant.
NGC 6935 et NGC 6937 forment une paire de galaxies,.